# Lista de monarcas de Württemberg

Brasão de armas do Reino de Württemberg

Esta é uma lista de monarcas de Württemberg. A Casa de Württemberg governou o estado de Württemberg desde sua criação em 1081 como condado até sua elevação a Reino em 1805. Com a queda do Império Alemão e a consequente abolição formal de todas as monarquias germânicas em 1918, Württemberg passou a integrar a República de Weimar, terminando com domínio de 1837 anos da região pela Casa de Württemberg.

## Monarcas de Württemberg

### Condado
- Conrado I (1089–1122)
- Conrado II (1110–1143)
- Luís I (1143–1158)
- Luís II (1166–1181)
- Armando (1194–1240)
- Luís III (1194–1226)
- Ulrico I (1241–1265)
- Ulrico II (1265–1279)
- Everardo I (1279–1325)
- Ulrico III (1325–1344)
- Co-monarcas:
  - Everardo II (1344–1392; sozinho desde 1362)
  - Ulrico IV (1344–1362)
- Everardo III (1392–1417)
- Everardo IV (1417–1419)
- Luís IV (1419–1450)
- Ulrico V (1419–1442) "O Muito Amado"

O Tratado de Nürtingen dividiu o Condado de Württemberg em dois ramos familiares, o ramo de Württemberg-Stuttgart e o ramo de Württemberg-Urach.

#### Ramo de Württemberg-Estugarda
- Ulrico V (1442–1480) "O Muito Amado"
- Everardo VI (1480–1482) depois Duque Everardo II

#### Ramo de Württemberg-Urach
- Luís I (1442–1450)
- Luís II (1450–1457)
- Everardo V (1457–1495)

O Tratado de Münsingen reuniu as duas linhas separadas sob Everardo V em 1482. Everardo obteve o título de Duque de Württemberg em 1495.

### Ducado
| Nome                                                             | Retrato                                                         | Nascimento                                                                              | Casamento(s)                                                                   | Morte                           |
| ---------------------------------------------------------------- | --------------------------------------------------------------- | --------------------------------------------------------------------------------------- | ------------------------------------------------------------------------------ | ------------------------------- |
| Everardo I 21 de julho de 1495 – 24 de fevereiro de 1496         |                                                                 | 11 de dezembro de 1445 filho de Luís e Matilde do Palatinado                            | Bárbara Gonzaga 12 de abril ou 4 de julho de 1474 1 filha                      | 24 de fevereiro de 1496 50 anos |
| Everardo II 24 de fevereiro de 1496 – 11 de junho de 1498        |                                                                 | 1 de fevereiro de 1447 filho de Ulrico V e Isabel da Baviera-Landshut                   | Isabel de Brandemburgo abril ou maio de 1467 sem filhos                        | 17 de fevereiro de 1504 57 anos |
| Ulrico 11 de junho de 1498 – 6 de novembro de 1550               |                                                                 | 8 de fevereiro de 1487 filho de Henrique e Isabel de Zweibrücken-Bitsch                 | Sabina da Baviera 1511 2 filhos                                                | 6 de novembro de 1550 63 anos   |
| Cristóvão 6 de novembro de 1550 – 28 de dezembro de 1568         |                                                                 | 12 de maio de 1515 filho de Ulrico e Sabina da Baviera                                  | Ana Maria de Brandemburgo-Ansbach 1544 12 filhos                               | 28 de dezembro de 1568 53 anos  |
| Luís III 28 de dezembro de 1568 – 18 de agosto de 1593           |                                                                 | 1 de janeiro de 1554 filho de Cristóvão e Ana Maria de Brandemburgo-Ansbach             | Doroteia Úrsula de Baden-Durlach 7 de novembro de 1575 sem filhos              | 18 de agosto de 1593 39 anos    |
| Luís III 28 de dezembro de 1568 – 18 de agosto de 1593           | Úrsula de Veldenz 1585 sem filhos                               | 1 de janeiro de 1554 filho de Cristóvão e Ana Maria de Brandemburgo-Ansbach             |                                                                                | 18 de agosto de 1593 39 anos    |
| Frederico I 28 de agosto de 1593 – 29 de janeiro de 1608         |                                                                 | 19 de agosto de 1557 filho de Jorge I e Bárbara de Hesse                                | Sibila de Anhalt 22 de maio de 1581 15 filhos                                  | 29 de janeiro de 1608 50 anos   |
| João Frederico 29 de janeiro de 1608 – 18 de julho de 1628       |                                                                 | 5 de maio de 1582 filho de Frederico I e Sibila de Anhalt                               | Bárbara Sofia de Brandemburgo 5 de novembro de 1609 9 filhos                   | 18 de julho de 1628 46 anos     |
| Everardo III 18 de julho de 1628 – 2 de julho de 1674            |                                                                 | 16 de dezembro de 1614 filho de João Frederico e Bárbara Sofia de Brandemburgo          | Ana Catarina de Salm-Kyrburg 26 de fevereiro de 1637 14 filhos                 | 2 de julho de 1674 59 anos      |
| Everardo III 18 de julho de 1628 – 2 de julho de 1674            | Maria Doroteia Sofia de Oettingen 20 de julho de 1656 10 filhos | 16 de dezembro de 1614 filho de João Frederico e Bárbara Sofia de Brandemburgo          |                                                                                | 2 de julho de 1674 59 anos      |
| Guilherme Luís 2 de julho de 1674 – 23 de junho de 1677          |                                                                 | 7 de janeiro de 1647 filho de Everardo III e Ana Catarina de Salm-Kyrburg               | Madalena Sibila de Hesse-Darmstadt 6 de novembro de 1673 4 filhos              | 23 de junho de 1677 30 anos     |
| Everardo Luís 23 de junho de 1677 – 31 de outubro de 1733        |                                                                 | 18 de setembro de 1676 filho de Guilherme Luís e Madalena Sibila de Hesse-Darmstadt     | Joana Isabel de Baden-Durlach 1697 1 filho                                     | 31 de outubro de 1733 57 anos   |
| Everardo Luís 23 de junho de 1677 – 31 de outubro de 1733        | Guilhermina de Grävenitz 1707 sem filhos                        | 18 de setembro de 1676 filho de Guilherme Luís e Madalena Sibila de Hesse-Darmstadt     |                                                                                | 31 de outubro de 1733 57 anos   |
| Carlos Alexandre 31 de outubro de 1733 – 12 de março de 1737     |                                                                 | 24 de maio de 1684 filho de Frederico Carlos e Leonor Juliana de Brandemburgo-Ansbach   | Maria Augusta de Thurn e Taxis 1 de maio de 1727 6 filhos                      | 12 de março de 1737 52 anos     |
| Carlos Eugénio 12 de março de 1737 – 24 de outubro de 1793       |                                                                 | 11 de fevereiro de 1728 filho de Carlos Alexandre e Maria Augusta de Thurn e Taxis      | Isabel Frederica Sofia de Brandemburgo-Bayreuth 26 de setembro de 1748 1 filha | 24 de outubro de 1793 65 anos   |
| Carlos Eugénio 12 de março de 1737 – 24 de outubro de 1793       | Francisca de Hohenheim 11 de janeiro de 1785 sem filhos         | 11 de fevereiro de 1728 filho de Carlos Alexandre e Maria Augusta de Thurn e Taxis      |                                                                                | 24 de outubro de 1793 65 anos   |
| Luís Eugénio 24 de outubro de 1793 – 20 de maio de 1795          |                                                                 | 6 de janeiro de 1731 filho de Carlos Alexandre e Maria Augusta de Thurn e Taxis         | Sofia Albertina de Beichlingen 1762 3 filhas                                   | 20 de maio de 1795 64 anos      |
| Frederico II Eugénio 20 de maio de 1795 – 23 de dezembro de 1797 |                                                                 | 21 de janeiro de 1732 filho de Carlos Alexandre e Maria Augusta de Thurn e Taxis        | Frederica de Brandemburgo-Schwedt 2 de novembro de 1753 12 filhos              | 23 de dezembro de 1797 65 anos  |
| Frederico II 23 de dezembro de 1797 – 25 de fevereiro de 1803    |                                                                 | 6 de novembro de 1754 filho de Frederico II Eugénio e Frederica de Brandemburgo-Schwedt | Augusta de Brunsvique-Volfembutel 15 de outubro de 1780 4 filhos               | 30 de outubro de 1816 61 anos   |
| Frederico II 23 de dezembro de 1797 – 25 de fevereiro de 1803    | Carlota, Princesa Real 18 de maio de 1797 1 filha               | 6 de novembro de 1754 filho de Frederico II Eugénio e Frederica de Brandemburgo-Schwedt |                                                                                | 30 de outubro de 1816 61 anos   |

### Eleitorado
| Nome                                                        | Retrato                                           | Nascimento                                                                              | Casamento(s)                                                     | Morte                         |
| ----------------------------------------------------------- | ------------------------------------------------- | --------------------------------------------------------------------------------------- | ---------------------------------------------------------------- | ----------------------------- |
| Frederico II 25 de fevereiro de 1803 – 1 de janeiro de 1806 |                                                   | 6 de novembro de 1754 filho de Frederico II Eugénio e Frederica de Brandemburgo-Schwedt | Augusta de Brunsvique-Volfembutel 15 de outubro de 1780 4 filhos | 30 de outubro de 1816 61 anos |
| Frederico II 25 de fevereiro de 1803 – 1 de janeiro de 1806 | Carlota, Princesa Real 18 de maio de 1797 1 filha | 6 de novembro de 1754 filho de Frederico II Eugénio e Frederica de Brandemburgo-Schwedt |                                                                  | 30 de outubro de 1816 61 anos |

### Reino
| Nome                                                       | Retrato                                                    | Nascimento                                                                              | Casamento(s)                                                     | Morte                         |
| ---------------------------------------------------------- | ---------------------------------------------------------- | --------------------------------------------------------------------------------------- | ---------------------------------------------------------------- | ----------------------------- |
| Frederico I 1 de janeiro de 1806 – 30 de outubro de 1816   |                                                            | 6 de novembro de 1754 filho de Frederico II Eugénio e Frederica de Brandemburgo-Schwedt | Augusta de Brunsvique-Volfembutel 15 de outubro de 1780 4 filhos | 30 de outubro de 1816 61 anos |
| Frederico I 1 de janeiro de 1806 – 30 de outubro de 1816   | Carlota, Princesa Real 18 de maio de 1797 1 filha          | 6 de novembro de 1754 filho de Frederico II Eugénio e Frederica de Brandemburgo-Schwedt |                                                                  | 30 de outubro de 1816 61 anos |
| Guilherme I 30 de outubro de 1816 – 25 de junho de 1864    |                                                            | 27 de setembro de 1781 filho de Frederico I e Augusta de Brunsvique-Volfembutel         | Carolina Augusta da Baviera 8 de junho de 1808 sem filhos        | 25 de junho de 1864 82 anos   |
| Guilherme I 30 de outubro de 1816 – 25 de junho de 1864    | Catarina Pavlovna da Rússia 24 de janeiro de 1816 2 filhas | 27 de setembro de 1781 filho de Frederico I e Augusta de Brunsvique-Volfembutel         |                                                                  | 25 de junho de 1864 82 anos   |
| Guilherme I 30 de outubro de 1816 – 25 de junho de 1864    | Paulina Teresa de Württemberg 15 de abril de 1820 3 filhos | 27 de setembro de 1781 filho de Frederico I e Augusta de Brunsvique-Volfembutel         |                                                                  | 25 de junho de 1864 82 anos   |
| Carlos I 25 de junho de 1864 – 6 de outubro de 1891        |                                                            | 6 de março de 1823 filho de Guilherme I e Paulina Teresa de Württemberg                 | Olga Nikolaevna da Rússia 13 de julho de 1846 sem filhos         | 6 de outubro de 1891 68 anos  |
| Guilherme II 6 de outubro de 1891 – 30 de novembro de 1918 |                                                            | 25 de fevereiro de 1848 filho de Frederico de Württemberg e Catarina de Württemberg     | Maria de Waldeck e Pyrmont 15 de fevereiro de 1877 3 filhos      | 2 de outubro de 1921 73 anos  |
| Guilherme II 6 de outubro de 1891 – 30 de novembro de 1918 | Carlota de Schaumburg-Lippe 8 de abril de 1886 sem filhos  | 25 de fevereiro de 1848 filho de Frederico de Württemberg e Catarina de Württemberg     |                                                                  | 2 de outubro de 1921 73 anos  |